# Malaika
"Malaika", som betyder "ängel" på swahili och ”änglar” på arabiska, är en sång som först spelades in 1960 av den kenyanske musikern Fadhili William och hans band Jambo Boys. Han anses ofta vara upphovsman till sången, även om det är omdiskuterat. Enligt Roger Wallis (i hans sommarprogram 2009) registrerade William den i början av 60-talet hos brittiska PRS (Performing Right Society), som idag heter PRS for Music. Sången spelades senare in igen av Charles Worrod, som gjorde den internationellt känd och omtyckt. Den populariserades sedermera än mer av internationellt stora artister som The Brothers Four, Helmut Lotti, Hep Stars, Rocco Granata, Miriam Makeba, Harry Belafonte, Pete Seeger, Angélique Kidjo och Boney M.